# 2016년 함경북도 홍수

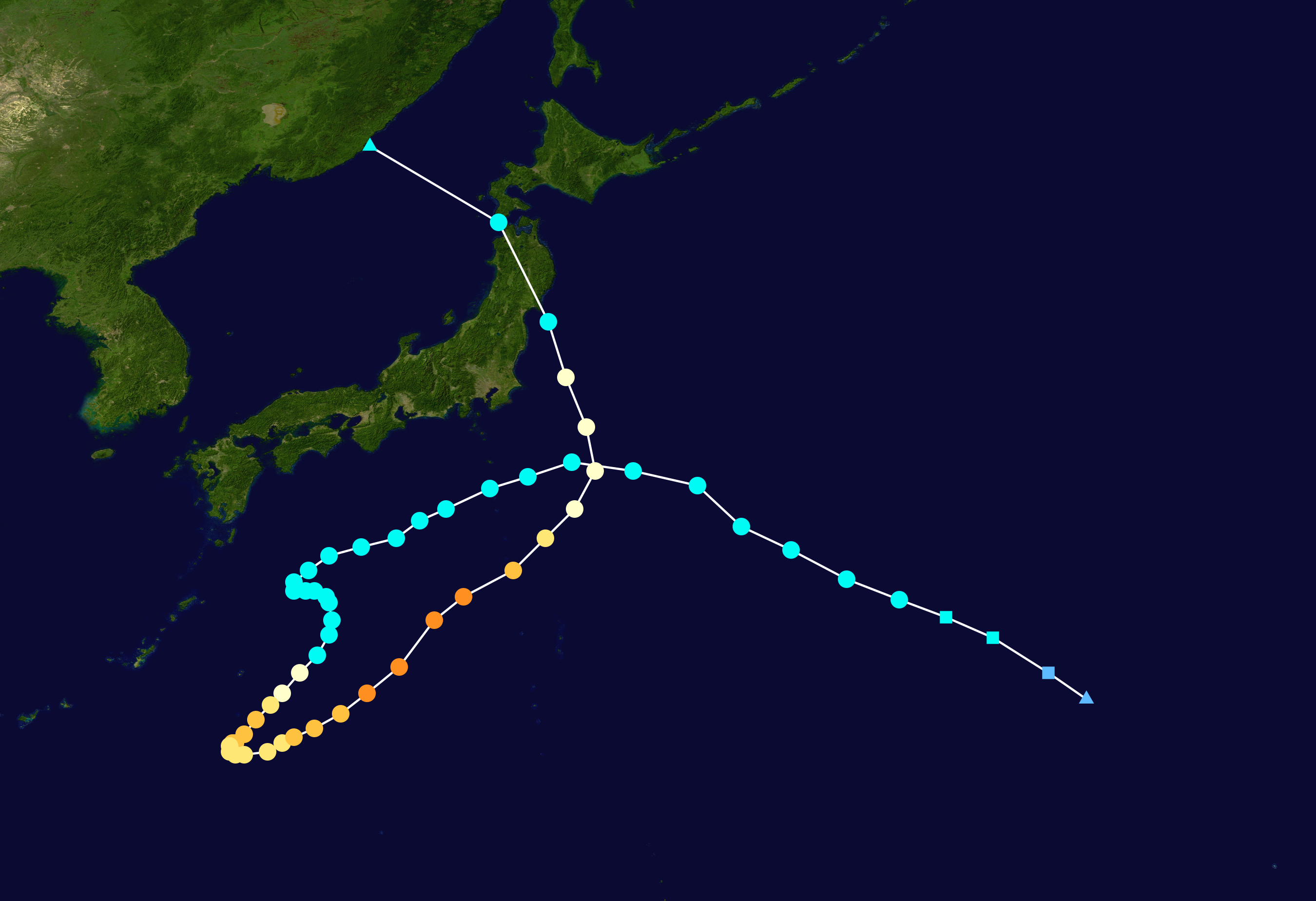
태풍 라이언록의 이동 경로

2016년 함경북도 홍수는 2016년 8월 말 태풍 라이언록으로 인해 두만강이 범람하여 조선민주주의인민공화국 함경북도 지방에 발생한 홍수이다. 이 홍수는 해방 후 북조선에서 발생한 최악의 홍수이며, 사망 138명, 실종자 400여명의 인명피해가 나왔고, 4만채의 가옥이 붕괴가 되어, 14만명의 이재민이 긴급 지원이 없으면 생존이 어려울 정도의 상황에 놓였다. 유엔 인도주의 업무 조정국(UNOCHA)은 북조선의 50-60년 사이 최악 수준의 홍수 피해에 대해 당국이 종합 대책을 조속히 마련하도록 권고하였다.

## 같이 보기
- 태풍 라이언록 (2016년)